# Pliosaurier
Pliosaurier eller pliosauroider (vetenskapligt namn: Pliosauroidea, av klassisk grekiska: πλειων + σαυρος, pleion + saurus, ”mer ödla”) är en utdöd klad av marina reptiler i ordningen plesiosaurier, även kallade svanödlor. Arterna levde mellan yngre trias och yngre krita.
En besläktad familj kallad ”falska pliosaurier” existerar: Polycotylidae.

## Bildgalleri

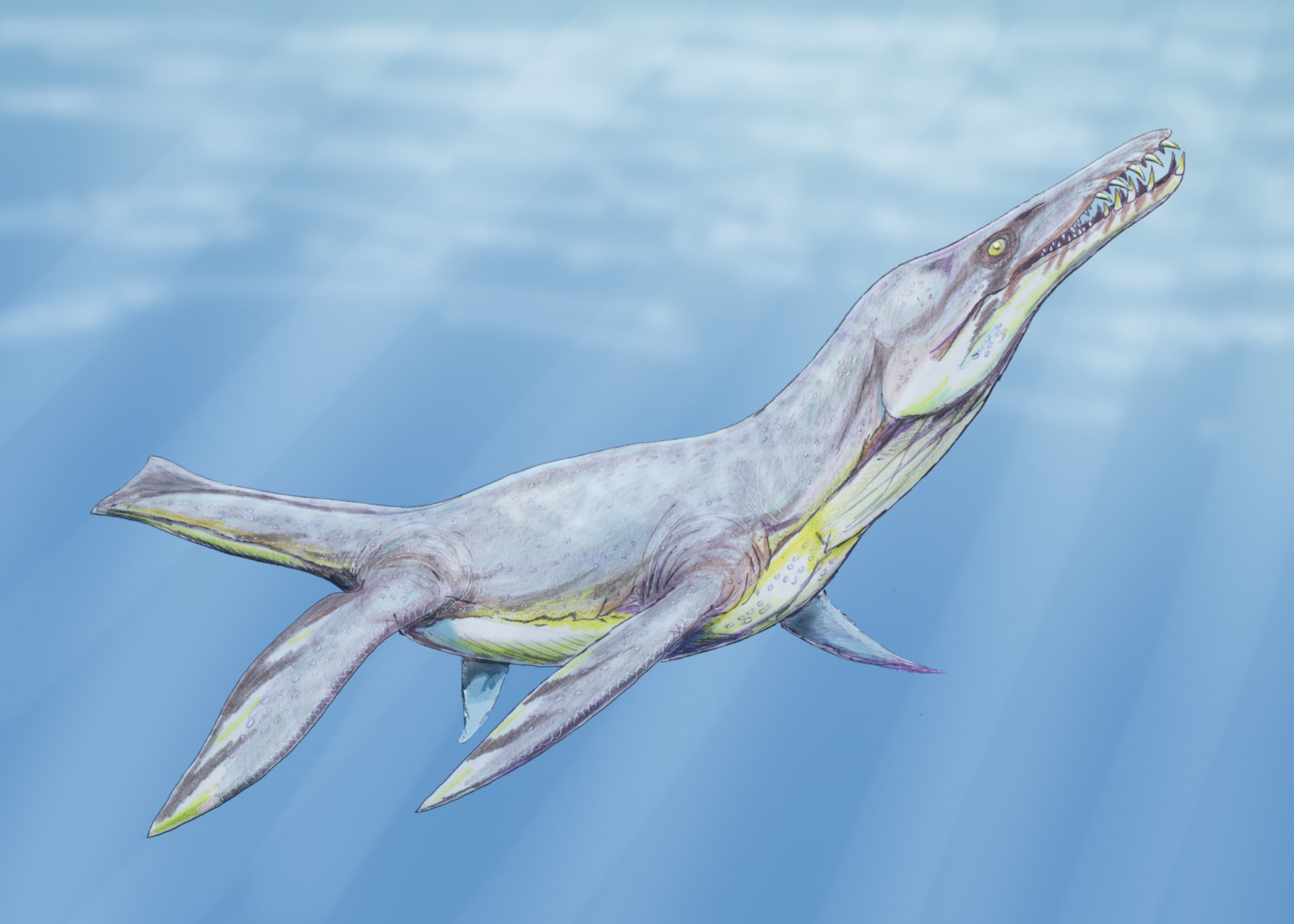
Art från släktet Plesiopleurodon i familjen Pliosauridae, konstnärlig tolkning.